# قوکاس کارنه‌تسی
قوکاس کارنه‌تسی (ارمنی: Ղուկաս Ա Կարնեցի؛ انگلیسی: Łukas Karnetsi زادهٔ حدود ۱۷۲۲ - درگذشته ۱۷۹۹) کشیش، اهل ارمنستان بود.

## زندگی‌نامه
وی در ح. ۱۷۲۲ به دنیا آمد . وی در ۱۷۹۹ در سن حدود ۷۷ سالگی درگذشت.